# Юзефсон, Эрланд
Эрланд Юзефсон (швед. Erland Josephson; 15 июня 1923, Стокгольм — 25 февраля 2012, там же) — шведский актёр театра и кино, режиссёр, писатель.

## Работы
Мировую известность получил благодаря главным ролям в фильмах Ингмара Бергмана и Андрея Тарковского. Играл также в кинокартинах Дамиано Дамиани, Карло Лидзани, Филипа Кауфмана, Иштвана Сабо, Май Сеттерлинг, Тео Ангелопулоса, Питера Гринуэя.
Снял три фильма как режиссёр.
Воплотил Фридриха Ницше в фильме Лилианы Кавани «По ту сторону добра и зла» (1977).
Играл в театрах Хельсингборга, Гётеборга, с 1956 — актёр Драматена в Стокгольме (в 1966—1975 — директор театра).
С 16 октября по 10 ноября 1998 года под патронажем Юзефсона в Стокгольме проходил 7-й фестиваль «Союза театров Европы».

## Сочинения
Написал автобиографическую книгу «Роль», пьесу «Одна ночь шведского лета» (об Андрее Тарковском и съёмках фильма «Жертвоприношение»).
Соавтор сценария фильма И. Бергмана «Обо всех этих женщинах».

## Признание
- Медаль Литературы и искусств (1973).
- Офицер ордена искусств и литературы (1969, Франция)[6].
- Премия «Золотой жук» (1987, 2004).
- В 1997 году актёру присвоено звание почётного доктора Стокгольмского университета.

## Фильмография

### Актёр
- 1946 — Дождь над нашей любовью / Det regnar på vår kärlek (реж. И. Бергман) — Клерк в офисе пастора, в титрах не указан
- 1948 — Ева / Eva (реж. Г. Муландер) — эпизод, в титрах не указан
- 1950 — К радости / Till glädje (реж. И. Бергман) — Бертиль, в титрах не указан
- 1956 — Вход на сцену / Sceningång (реж. Б. Экерот) — Бергквист, режиссёр / рассказчик
- 1957 — Что посеешь… / Som man bäddar… (реж. В. Ларссон) — Эрик, доктор
- 1958 — На пороге жизни / Nära livet (реж. И. Бергман) — Андерс Эллиус
- 1958 — Лицо / Ansiktet (реж. И. Бергман) — Консул Эгерман
- 1968 — Час волка / Vargtimmen (реж. И. Бергман) — Барон фон Меркенс
- 1968 — Девушки / Flickorna (реж. М. Сеттерлинг) — Карл
- 1969 — Страсть / En Passion (реж. И. Бергман) — Элис Вергерус
- 1970 — Заповедник / Reservatet (реж. Я. Муландер) (ТВ) — Элис
- 1972 — Шёпоты и крики / Viskningar Och Rop (реж. И. Бергман) — Давид, доктор
- 1973 — Сцены из супружеской жизни / Scener ur ett äktenskap (реж. И. Бергман) — Юхан — главная роль
- 1975 — Волшебная флейта / Trollflöjten (реж. И. Бергман) — эпизод в увертюре
- 1975 — Монисмания 1995 / Monismanien 1995 (реж. К. Фант) — учитель — главная роль
- 1976 — Лицом к лицу / Ansikte mot ansikte (реж. И. Бергман) — Доктор Томас Якоби — главная роль
- 1977 — Я боюсь / Io ho paura (реж. Д. Дамиани) — Судья Канчедда — главная роль
- 1977 — По ту сторону добра и зла[англ.] / Al di là del bene e del male (реж. Л. Кавани) — Фридрих Ницше — главная роль
- 1977 — Серьёзная игра / Den allvarsamma leken (реж. Аня Брайен) — Донкер
- 1978 — Один и один / En och en (реж. Э. Юзефсон, С. Нюквист, И. Тулин) — дядя Дэн
- 1978 — Осенняя соната / Höstsonaten (реж. И. Бергман) — Йозеф
- 1979 — Забыть Венецию / Dimenticare Venezia (реж. Ф. Брузати) — Ники — главная роль
- 1979 — Первая полька / Die erste Polka (реж. К. Эммерих) — Лео Мария Пионтек — главная роль
- 1980 — Мармеладная революция / Marmeladupproret  (реж. Э. Юзефсон) — Карл Хенрик Эллер — главная роль
- 1980 — Любят только раз / Samo jednom se ljubi (реж. Р. Грлич) — Рудольф
- 1981 — Сезон мира в Париже / Sezona mira u Parizu (реж. П. Голубович)
- 1981 — Монтенегро / Montenegro (реж. Д.Макавеев) — Мартин Джордан
- 1981 — Тётя Мария / Tante Maria (ТВ) (реж. В. Панцер)
- 1982 — Фанни и Александр / Fanny Och Alexander (реж. И. Бергман) — Исаак Якоби
- 1982 — Дом с жёлтым ковром / La Casa Del Tappeto Giallo (реж. К. Лидзани) — Профессор — главная роль
- 1982 — Натуральная оспа / Variola vera (реж. Г. Маркович) — доктор Драгутин Кенигсмарк
- 1983 — Белла Донна / Bella Donna (реж. П. Кеглевич) — Макс
- 1983 — Ева / Eva (реж. Ф. Слак)
- 1983 — Ностальгия (реж. А. Тарковский) — Доменико — главная роль
- 1984 — За жалюзи / Bakom jalusin (реж. С. Бьёркман) — Даниель Бреннер — главная роль
- 1984 — Грязная история /  Likainen tarina (реж. Й. Доннер) — Габриель Бергрен — главная роль
- 1984 — Дело отсутствия совести /  Un caso d’incoscienza (ТВ) (реж. Э. Греко) — Эрик Сандер — главная роль
- 1984 — После репетиции / Efter repetitionen (реж. И. Бергман) — Хенрик Фоглер — главная роль
- 1985 — Летающий дьявол / De flyvende djævle (реж. А. Рефн) — Оскар Сейденбаум
- 1986 — Хвост дьявола / La coda del diavolo (реж. Д. Тревес) — отец Роберта
- 1986 — Возлюбленная / Amorosa (реж. М. Сеттерлинг) — Давид Спренгел
- 1986 — Последняя мазурка /  L’ultima mazurka  (ТВ) (реж. Д. Беттетини) — Серра
- 1986 — Сохраняя привлекательность / Saving Grace (реж. Р. М. Янг) — Монсеньор Франческо Гецци
- 1986 — День Первый / Il giorno prima (реж. Д. Монтальдо) — Свансон
- 1986 — Жертвоприношение (реж. А. Тарковский) — Александр — главная роль
- 1987 — Генерал / Il generale (мини-сериал) (реж. Л. Маньи)
- 1987 — Судья-инструктор / Il giudice istruttore (сериал) (реж. Ф. Ванчини, Д. Кальдерон — судья Фердинандо Импосимато — главная роль
- 1988 — Завещание убитого еврейского поэта / Le testament d’un poète juif assassiné (реж. Ф. Кассанти) — Зупанев
- 1988 — Легендарная жизнь Эрнеста Хемингуэя / The Legendary Life of Ernest Hemingway — отец Хемингуэя
- 1988 — Сломленная женщина / Una donna spezzata (реж. М. Лето)
- 1988 — Невыносимая лёгкость бытия (реж. Ф. Кауфман) — бывший посол
- 1988 — Хануссен / Hanussen (реж. И. Сабо) — доктор Беттельхайм
- 1989 — Переселение / Seobe (реж. А. Петрович)
- 1990 — Добрый вечер, Мистер Валленберг / | God afton, Herr Wallenberg — En Passionshistoria från verkligheten (реж. Ч. Греде)
- 1990 — Тёмное солнце / Il sole buio (реж. Д. Дамиани) — поверенный Бельмонте
- 1991 — Злая / Cattiva (реж. К. Лиццани) — профессор Брюкнер
- 1991 — Встреча с Венерой / Meeting Venus (реж. И. Сабо) — Джордж Пикабиа
- 1991 — Бык / Oxen (реж. С. Нюквист) — Сигвард Сильвер
- 1991 — Книги Просперо / Prospero’s Books (реж. П. Гринуэй) — Гонзало
- 1992 — Софи / Sofie (реж. Л. Ульман) — отец Софи
- 1993 — Последний свидетель / The Last Witness (ТВ) (реж. Ч. Сундвалль) — Самуэль Розенбаум
- 1994 — Игра Мечты / Drømspel (реж. У. Страуме) — слепой
- 1994 — Запретный плод (реж. К. Крумов)
- 1995 — Вендетта / Vendetta (сериал) (реж. М. Хофстрём)
- 1995 — Седина в бороду / Pakten (реж. Л.Рисан) — Август Линд
- 1995 — Кристин Лаврансдаттер / Kristin Lavransdatter (реж. Л. Ульман) — брат Эдвин
- 1995 — Волшебный круг / Magisk cirkel (реж. П. У. Энквист) — Генри
- 1995 — Взгляд Улисса / ο Βλέμμα του Οδυσσέα (реж. Т. Ангелопулос) — Иво Леви
- 1997 — В присутствии клоуна (реж. И. Бергман) — Освальд Фоглер
- 1998 — Ивар Крюгер / Ivar Kreuger (ТВ) (реж. Л. Молин)
- 2000 — Неверная / Trolösa  (реж. Л. Ульман) — Ингмар Бергман
- 2001 — Беспокойство / Hr. Boe & Co.'s Anxiety (реж. К. Боэ)
- 2003 — Добрый папа / Il papa buono (ТВ) (реж. Р. Тоньяцци) — Франц фон Папен
- 2003 — Сейчас / Nu (реж. С. Стахо) — Якоб
- 2003 — Сарабанда / Saraband (реж. И. Бергман) — Юхан
- 2004 — День и ночь / Dag och natt (реж. Симон Стахо)
- 2005 — Хорошо выглядящие трупы / Dobro ustimani mrtvaci (реж. Б. Филипович) — Заим Кундаревич
- 2006 — Добро пожаловать в Верону! / Wellkåmm to Verona (реж. С. Остен) — Юзеф

### Режиссёр
- 1978 — Один и один / En och en
- 1978 — Небрежность / Rätt ut i luften
- 1980 — Мармеладная революция / Marmeladupproret — участник конкурсной программы Берлинского Кинофестиваля (1980)

### Сценарист
- 1956 — Вход на сцену / Sceningång
- 1960 — Бенджамин / Benjamin (ТВ)
- 1961 — Сад Наслаждений / Lustgården
- 1964 — Обо всех этих женщинах / För att inte tala om alla dessa kvinnor
- 1967 — Стимуляция / Stimulantia
- 1978 — Один и один / En och en
- 1980 — Мармеладная революция / Marmeladupproret

## Роли в театре
- «Селестина» (1963)
- «Вишнёвый сад» (реж. Питер Брук) — Гаев
- «Вишнёвый сад» (1997) — Фирс
- «Селестина» (1998)